# シクロオクタトリエン
シクロオクタトリエン（英語、cyclooctatriene）とは、八員環の中に3箇所のC=C二重結合を含む、環状の炭化水素の1種である。

## 概要
シクロオクタトリエンの分子式はC8H10であり、分子量は106である。二重結合の位置によって、1,3,5-シクロオクタトリエンと、1,3,6-シクロオクタトリエンの構造異性体が存在する。ところで、シクロオクタテトラエンは様々な反応を起こすことが知られている

。
そのうちの1つとして、アルカリ性環境下で亜鉛を触媒とすると、1,3,5-シクロオクタトリエンと1,3,6-シクロオクタトリエンとが、その他の生成物と一緒に混合物として得られる

。

### 1,3,5-シクロオクタトリエン
1,3,5-シクロオクタトリエンは、シクロオクタ-1,3,5-トリエンと書かれることもある。1,3,5-シクロオクタトリエンは、やや不安定な化合物だが、甘い臭気を持っている

。
ナトリウムのD線に対する、25℃における1,3,5-シクロオクタトリエンの屈折率は1.5248

。
ちなみに、1,3,5-シクロオクタトリエンのCAS登録番号は1871-52-9である。

### 1,3,6-シクロオクタトリエン
1,3,6-シクロオクタトリエンは、シクロオクタ-1,3,6-トリエンと書かれることもある。1,3,6-シクロオクタトリエンの760 (mmHg)における沸点は145℃から146℃である

。
なお、参考までに、90 (mmHg)での沸点は76℃である

。
また、4℃の水を標準物質とした時の、25℃における1,3,6-シクロオクタトリエンの比重は0.8921

。
ナトリウムのD線に対する、25℃における1,3,6-シクロオクタトリエンの屈折率は1.5187

。
ちなみに、1,3,6-シクロオクタトリエンのCAS登録番号は3725-30-2である。

## 主な参考文献
- 化学大辞典編集委員会 編集 『化学大辞典 （縮刷版） 4』 p.189、p.190 共立出版 1963年10月15日発行 ISBN 4-320-04018-X